# Danh sách loài họ Mèo

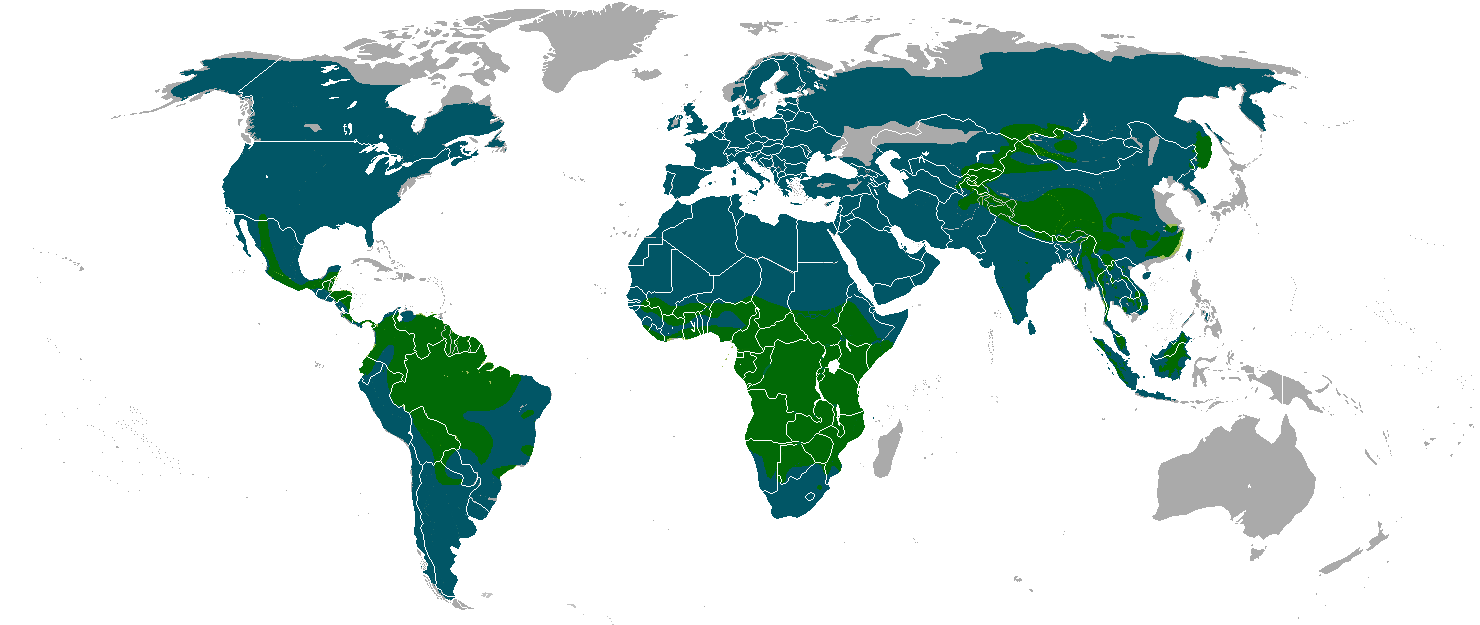
Vùng phân bố họ Mèo Felidae. Màu lam là vùng phân bố phân họ Mèo Felinae (không bao gồm mèo nhà), màu lục là vùng phân bố phân họ Báo Pantherinae.

Họ Mèo (Felidae) là một họ thuộc Bộ Ăn thịt (Carnivora) nằm trong Lớp Thú (Mammalia). Tùy theo kích cỡ và đặc điểm, mỗi loài trong họ có thể gọi chung là "mèo", nhưng thuật ngữ này theo ngôn ngữ thông thường chỉ cụ thể về mèo nhà. Các loài họ Mèo đã tiến hóa để phát triển các tính năng đặc trưng hỗ trợ lối sống thú ăn thịt, thích nghi với việc rình bắt mồi hoặc săn đuổi trong thời gian ngắn. Cơ thể chúng thuôn gọn, chi trước linh hoạt, móng vuốt có thể thu vào để giữ mồi, răng và sọ phù hợp để cắn mạnh, đồng thời lông thường có sọc hoặc đốm đặc trưng để ngụy trang.
Họ Mèo bao gồm hai phân họ còn tồn tại là Phân họ Báo Pantherinae và Phân họ Mèo Felinae. Phân họ Báo chỉ gồm 5 loài thuộc chi Báo Panthera là hổ, sư tử, báo đốm, báo hoa mai và báo tuyết, cũng như hai loài báo gấm Neofelis và báo gấm Sunda. Phân họ Mèo gồm 12 chi với 34 loài, tiêu biểu là linh miêu đuôi cộc, linh miêu tai đen, báo săn, báo sư tử, mèo gấm Ocelot và mèo nhà phổ biến.
Phân loại truyền thống chia họ Mèo thành 5 phân họ theo đặc điểm kiểu hình: Felinae, Pantherinae, Acinonychinae (báo săn) cùng 2 phân họ đã tuyệt chủng Machairodontinae và Proailurinae. Phân tích phát sinh chủng loại phân tử cho thấy các loài họ Mèo đang tồn tại được chia thành 8 dòng nhánh. Việc xếp báo săn vào dòng Puma đã loại bỏ phân họ truyền thống Acinonychinae, các nguồn tài liệu gần đây chỉ còn sử dụng 2 phân họ cho các chi còn tồn tại. Từ thế kỷ 18, khoảng 40 loài được chấp nhận trong họ Mèo. Nhưng theo thời gian, các nghiên cứu hiện đại, đặc biệt là phân tích phát sinh loài phân tử hiện đại mang đến sự điều chỉnh các chi cũng như phân chia các phân loài, loài và nhóm quần thể. Ngoài danh sách các loài còn tồn tại được liệt kê ở đây, còn hơn 30 chi hóa thạch đã được mô tả và xếp vào các phân họ Felinae, Pantherinae, Proailurinae và Machairodontinae. Phân họ Machairodontinae có chi Hổ răng kiếm Smilodon tuyệt chủng khoảng 10.000 năm trước. Dấu vết chi họ Mèo cổ nhất được biết cho đến nay là Proailurus thuộc phân họ Proailurinae, sống khoảng 25 triệu năm trước đây trên lục địa Á-Âu.

## Quy ước
Mã tình trạng bảo tồn được liệt kê tuân theo Sách đỏ các loài bị đe dọa của Liên minh Bảo tồn Thiên nhiên Quốc tế (IUCN). Bản đồ phân bố được đính kèm nếu có thông tin. Khi không có thông tin về bản đồ phân bố, sẽ được thay thế bằng mô tả về phạm vi môi trường hoạt động của loài. Vùng phân bố dựa trên danh sách đỏ IUCN cho loài đó trừ khi có ghi chú khác. Tất cả các loài hoặc phân loài đã tuyệt chủng được liệt kê cùng với các loài còn tồn tại đã tuyệt chủng sau năm 1500 và được biểu thị bằng biểu tượng thập tự "".

## Phân loại
Họ Mèo có 41 loài còn tồn tại thuộc 14 chi, và được chia tiếp thành 92 phân loài, không tính các loài lai (như sư hổ) hoặc các loài tiền sử đã tuyệt chủng (như Smilodon). Các nghiên cứu phân tử hiện đại chỉ ra rằng 14 chi có thể được nhóm lại thành 8 dòng.
Phân họ Mèo Felinae: mèo cỡ nhỏ và trung bình
- Dòng beo lửa
  - Chi Catopuma: 2 loài
  - Chi Pardofelis: 1 loài
- Dòng linh miêu Caracal
  - Chi Caracal: 2 loài
  - Chi Leptailurus: 1 loài
- Dòng Ocelot
  - Chi Leopardus: 8 loài
- Dòng linh miêu Lynx
  - Chi Lynx: 4 loài
- Dòng báo sư tử Puma
  - Chi Acinonyx: 1 loài
  - Chi Herpailurus: 1 loài
  - Chi Puma: 1 loài
- Dòng mèo báo
  - Chi Otocolobus: 1 loài
  - Chi Prionailurus: 5 loài
- Dòng mèo nhà
  - Chi Felis: 7 loài

Phân họ Báo Pantherinae: mèo cỡ lớn
- Dòng báo Panthera
  - Chi Neofelis: 2 loài
  - Chi Panthera: 5 loài

## Danh sách họ Mèo
Phân loại sau đây dựa trên đề xuất gần nhất vào năm 2017 của Nhóm chuyên gia về mèo (Cat Specialist Group) của IUCN. Vùng phân bố dựa trên dữ liệu của IUCN.

### Phân họ Mèo

#### Dòng beo lửa
| Tên thông thường | Tên khoa học và phân loài                                                                | Phân bố                | Kích thước và môi trường sống | Tình trạng bảo tồn và số lượng ước tính |
| ---------------- | ---------------------------------------------------------------------------------------- | ---------------------- | --- | --------------------------------------- |
| Báo lửa          | C. temminckii Vigors & Horsfield, 1827 2 phân loài - C. t. moormensis - C. t. temminckii | Rải rác tại Đông Nam Á | Kích thước: dài 71–105 cm (28–41 in), cộng đuôi 40–56 cm (16–22 in) Môi trường sống: Rừng, thảo nguyên, đồng cỏ và cây bụi Thức ăn: Đa phần chưa rõ, có bằng chứng về con mồi là gặm nhấm, sóc và rắn | NT · Không rõ                           |
| Mèo nâu đỏ       | C. badia Gray, 1874                                                                      | Đảo Borneo             | Kích thước: dài 53–67 cm (21–26 in), cộng đuôi 32–40 cm (13–16 in) Môi trường sống: Rừng Thức ăn: Không rõ                                                                                            | EN · 2.200                              |

| Tên thông thường | Tên khoa học và phân loài                                                    | Phân bố                   | Kích thước và môi trường sống | Tình trạng bảo tồn và số lượng ước tính |
| ---------------- | ---------------------------------------------------------------------------- | ------------------------- | --- | --------------------------------------- |
| Mèo gấm          | P. marmorata Martin, 1836 2 phân loài - P. m. longicaudata - P. m. marmorata | Những vùng tại Đông Nam Á | Kích thước: dài 45–62 cm (18–24 in), cộng đuôi 36–55 cm (14–22 in) Môi trường sống: Rừng Thức ăn: Có thể là gặm nhấm, sóc và chim | NT · Không rõ                           |

#### Dòng Caracal
| Tên thông thường  | Tên khoa học và phân loài | Phân bố                                                          | Kích thước và môi trường sống | Tình trạng bảo tồn và số lượng ước tính |
| ----------------- | --- | ---------------------------------------------------------------- | --- | --------------------------------------- |
| Beo vàng châu Phi | C. aurata Temminck, 1827 2 phân loài - C. a. aurata - C. a. celidogaster                                                        | Trung Phi                                                        | Kích thước: dài 65–90 cm (26–35 in), cộng đuôi 28–35 cm (11–14 in) Môi trường sống: Rừng Thức ăn: Loài gặm nhấm và sóc, cùng linh dương và linh trưởng                                     | VU · Không rõ                           |
| Linh miêu tai đen | C. caracal Schreber, 1776 2 phân loài - C. c. caracals (Caracal Nam) - C. c. nubicus (Caracal Bắc) - C. c. schmitzi (Caracal Á) | Phần lớn những vùng không phải sa mạc tại châu Phi và Trung Đông | Kích thước: dài 80–100 cm (31–39 in), cộng đuôi 20–34 cm (8–13 in) Môi trường sống: Rừng, sa mạc, đồng cỏ, cây bụi và xavan Thức ăn: Loài gặm nhấm cũng như linh dương, chim, bò sát và cá | LC · Không rõ                           |

| Tên thông thường  | Tên khoa học và phân loài                                                                  | Phân bố                            | Kích thước và môi trường sống | Tình trạng bảo tồn và số lượng ước tính |
| ----------------- | ------------------------------------------------------------------------------------------ | ---------------------------------- | --- | --------------------------------------- |
| Linh miêu đồng cỏ | L. serval Schreber, 1776 3 phân loài - L. s. constantina - L. s. lipostictus - L. s. serva | Ngoài rừng rậm cận Sahara châu Phi | Kích thước: dài 59–100 cm (23–39 in), cộng đuôi 20–38 cm (8–15 in) Môi trường sống: Đồng cỏ, đất ngập nước nội địa, rừng và xavan Thức ăn: Thú nhỏ và gặm nhấm, cũng như chim, bò sát và chân khớp | LC · Không rõ                           |

#### Dòng Ocelot
| Tên thông thường  | Tên khoa học và phân loài | Phân bố                                                                     | Kích thước và môi trường sống | Tình trạng bảo tồn và số lượng ước tính |
| ----------------- | --- | --------------------------------------------------------------------------- | --- | --------------------------------------- |
| Mèo núi Andes     | L. jacobita Cornalia, 1865 | Núi Andes                                                                   | Kích thước: dài 57–65 cm (22–26 in), cộng đuôi 41–48 cm (16–19 in) Môi trường sống: Đá sỏi, cây bụi và đồng cỏ Thức ăn: Loài gặm nhấm cũng như các thú nhỏ khác                                        | EN · 1.400                              |
| Mèo Geoffroy      | L. geoffroyi d'Orbigny & Gervais, 1844 | Miền nam và trung Nam Mỹ                                                    | Kích thước: dài 43–88 cm (17–35 in), cộng đuôi 23–40 cm (9–16 in) Môi trường sống: Xavan, rừng, cây bụi và đồng cỏ Thức ăn: Loài gặm nhấm nhỏ, chim và thỏ                                             | LC · Không rõ                           |
| Mèo đốm Kodkod    | L. guigna Molina, 1782 2 phân loài - L. g. guigna - L. g. tigrillo                                                                                       | Miền nam và trung Chile                                                     | Kích thước: dài 37–56 cm (15–22 in), cộng đuôi 20–25 cm (8–10 in) Môi trường sống: Cây bụi và rừng Thức ăn: Thú nhỏ, đặc biệt là loài gặm nhấm và cả thú có túi nhỏ, chim, bò sát và xác động vật chết | VU · 6.000–92.000                       |
| Mèo đốm Margay    | L. wiedii Schinz, 1821 3 phân loài - L. w. glauculus - L. w. vigens - L. w. wiedii                                                                       | Gần khắp Nam Mỹ và Trung Mỹ                                                 | Kích thước: dài 46–69 cm (18–27 in), cộng đuôi 23–52 cm (9–20 in) Môi trường sống: Rừng, cây bụi và xavan Thức ăn: Thú nhỏ cũng như thằn lằn và chim                                                   | NT · Không rõ                           |
| Mèo gấm Ocelot    | L. pardalis Linnaeus, 1758 2 phân loài - L. p. mitis - L. p. pardalis                                                                                    | Phần lớn Nam và Trung Mỹ, tây nam Hoa Kỳ, Trinidad và Margarita vùng Caribe | Kích thước: dài 50–102 cm (20–40 in), cộng đuôi 30–50 cm (12–20 in) Môi trường sống: Rừng, cây bụi và xavan Thức ăn: Thú, chim, bò sát cỡ nhỏ và vừa                                                   | LC · Không rõ                           |
| Mèo đốm Oncilla   | L. tigrinus Schreber, 1775 3 phân loài - L. t. oncilla - L. t. pardinoides - L. t. tigrinus                                                              | Phần lớn Nam Mỹ                                                             | Kích thước: dài 38–59 cm (15–23 in), cộng đuôi 20–42 cm (8–17 in) Môi trường sống: Rừng và cây bụi Thức ăn: Thú, chim và bò sát cỡ nhỏ                                                                 | VU · 9.000–10.000                       |
| Mèo Pampas        | L. colocola Molina, 1782 7 phân loài - L. c. braccatus - L. c. budini - L. c. colocola - L. c. garleppi - L. c. munoai - L. c. pajeros - L. c. wolffsohn | Bờ tây Nam Mỹ và những vùng thuộc Brasil                                    | Kích thước: dài 42–79 cm (17–31 in), cộng đuôi 22–33 cm (9–13 in) Môi trường sống: Rừng, xavan, cây bụi, đồng cỏ và hoang mạc Thức ăn: Thú nhỏ và chim làm tổ trên đất                                 | NT · Không rõ                           |
| Mèo hổ phương Nam | L. guttulus Hensel, 1872 | Brasil, Argentina và Paraguay                                               | Kích thước: dài 38–59 cm (15–23 in), cộng đuôi 20–42 cm (8–17 in) Môi trường sống: Rừng và xavan Thức ăn: Thú, chim và thằn lằn cỡ nhỏ                                                                 | VU · 6.000                              |

#### Dòng Lynx
| Tên thông thường   | Tên khoa học và phân loài | Phân bố                                               | Kích thước và môi trường sống | Tình trạng bảo tồn và số lượng ước tính |
| ------------------ | --- | ----------------------------------------------------- | --- | --------------------------------------- |
| Linh miêu đuôi cộc | L. rufus Schreber, 1777 2 phân loài - L. r. fasciatus - L. r. rufus | Phần lớn Hoa Kỳ và một số vùng thuộc Canada và México | Kích thước: dài 50–120 cm (20–47 in), cộng đuôi 9–25 cm (4–10 in) Môi trường sống: Hoang mạc, cây bụi, xavan, rừng và đồng cỏ Thức ăn: Thỏ cùng loài gặm nhấm và thú cỡ vừa hoặc nhỏ  | LC · Không rõ                           |
| Linh miêu Canada   | L. canadensis Kerr, 1792 | Canada, Alaska và những phần bắc Hoa Kỳ               | Kích thước: dài 73–106 cm (29–42 in), cộng đuôi 10–15 cm (4–6 in) Môi trường sống: Rừng, cây bụi và đồng cỏ Thức ăn: Hầu như chỉ ăn thỏ rừng                                          | LC · Không rõ                           |
| Linh miêu Á-Âu     | L. lynx Linnaeus, 1758 6 phân loài - L. l. balcanicus (Linh miêu Balkan) - L. l. carpathicus (Linh miêu Karpat) - L. l. dinniki (Linh miêu Kavkaz) - L. l. isabellinus (Linh miêu Turkestan) - L. l. lynx (Linh miêu phương Bắc) - L. l. wrangeli (Linh miêu Siberi) | Đông Âu, Nga và các vùng Trung Quốc                   | Kích thước: dài 90–120 cm (35–47 in), cộng đuôi 19–23 cm (7–9 in) Môi trường sống: Rừng, cây bụi, hoang mạc, đất đá sỏi và đồng cỏ Thức ăn: Hoẵng, cũng như chim và thú cỡ vừa và nhỏ | LC · Không rõ                           |
| Linh miêu Iberia   | L. pardinus Temminck, 1827 | Rải rác tại miền nam Tây Ban Nha                      | Kích thước: dài 65–92 cm (26–36 in), cộng đuôi 11–16 cm (4–6 in) Môi trường sống: Vùng cây bụi Thức ăn: Hầu như chỉ ăn thỏ châu Âu                                                    | EN · 160                                |

#### Dòng Puma
| Tên thông thường | Tên khoa học và phân loài | Phân bố                          | Kích thước và môi trường sống | Tình trạng bảo tồn và số lượng ước tính |
| ---------------- | --- | -------------------------------- | --- | --------------------------------------- |
| Báo săn          | A. jubatus Martin, 1836 5 phân loài - A. j. hecki (Báo săn Bắc Phi) - A. j. jubatus (Báo săn Đông Nam Phi) - A. j. soemmeringii (Báo săn Đông Bắc Phi) - A. j. venaticus (Báo săn châu Á) | Đông nam, đông và trung châu Phi | Kích thước: dài 113–140 cm (44–55 in), cộng đuôi 60–84 cm (24–33 in) Môi trường sống: Hoang mạc, đồng cỏ, xavan và cây bụi Thức ăn: Linh dương | VU · 6.700                              |

| Tên thông thường | Tên khoa học và phân loài           | Phân bố                  | Kích thước và môi trường sống | Tình trạng bảo tồn và số lượng ước tính |
| ---------------- | ----------------------------------- | ------------------------ | --- | --------------------------------------- |
| Mèo cây châu Mỹ  | H. yagouaroundi Saint-Hilaire, 1803 | Phần lớn Nam và Trung Mỹ | Kích thước: dài 49–78 cm (19–31 in), cộng đuôi 28–59 cm (11–23 in) Môi trường sống: Đồng cỏ, cây bụi, xavan và rừng Thức ăn: Thú, chim và bò sát nhỏ | LC · Không rõ                           |

| Tên thông thường | Tên khoa học và phân loài                                                                                     | Phân bố          | Kích thước và môi trường sống | Tình trạng bảo tồn và số lượng ước tính |
| ---------------- | --- | ---------------- | --- | --------------------------------------- |
| Báo sư tử        | P. concolor Linnaeus, 1771 2 phân loài - P. c. concolor (Báo sư tử Nam Mỹ) - P. c. couguar (Báo sư tử Bắc Mỹ) | Nam Mỹ và Bắc Mỹ | Kích thước: dài 100–150 cm (39–59 in), cộng đuôi 60–90 cm (24–35 in) Môi trường sống: Rừng, hoang mạc, đồng cỏ, xavan và cây bụi Thức ăn: Hươu, cũng như thú nhỏ hơn như lợn hoang, gấu mèo và tatu | LC · Không rõ                           |

#### Dòng mèo báo
| Tên thông thường | Tên khoa học và phân loài                                           | Phân bố | Kích thước và môi trường sống | Tình trạng bảo tồn và số lượng ước tính |
| ---------------- | ------------------------------------------------------------------- | ------- | --- | --------------------------------------- |
| Mèo manul        | O. manul Pallas, 1776 2 phân loài - O. m. manul - O. m. nigripectus | Trung Á | Kích thước: dài 46–65 cm (18–26 in), cộng đuôi 21–31 cm (8–12 in) Môi trường sống: Đất đá, đồng cỏ, cây bụi và hoang mạc Thức ăn: Thú nhỏ, đặc biệt là thỏ cộc, cũng như chim và loài gặm nhấm | NT · 15.000                             |

| Tên thông thường | Tên khoa học và phân loài                                                                               | Phân bố                                                       | Kích thước và môi trường sống | Tình trạng bảo tồn và số lượng ước tính |
| ---------------- | --- | ------------------------------------------------------------- | --- | --------------------------------------- |
| Mèo cá           | P. viverrinus Bennett, 1833 2 phân loài - P. v. viverrinus - P. v. rhizophoreus                         | Nam và Đông Nam Á                                             | Kích thước: dài 65–85 cm (26–33 in), cộng đuôi 25–30 cm (10–12 in) Môi trường sống: Vùng ngập nước nội địa, cây bụi, đồng cỏ và rừng Thức ăn: Loài gặm nhấm, chim và cá                                     | VU · Không rõ                           |
| Mèo đầu phẳng    | P. planiceps Vigors & Horsfield, 1827                                                                   | Bán đảo Mã Lai, Borneo và Sumatra                             | Kích thước: dài 45–52 cm (18–20 in), cộng đuôi 13–17 cm (5–7 in) Môi trường sống: Vùng ngập nước nội địa và rừng Thức ăn: Cá, cũng như chim và loài gặm nhấm nhỏ                                            | EN · 2.500                              |
| Mèo báo          | P. bengalensis Kerr, 1792 2 phân loài - P. b. bengalensis - P. b. euptilura                             | Đông Á                                                        | Kích thước: dài 45–65 cm (18–26 in), cộng đuôi 20–30 cm (8–12 in) Môi trường sống: Đồng cỏ, vùng ngập nước nội địa, cây bụi và rừng Thức ăn: Loài gặm nhấm, đặc biệt là chuột, cũng như thú, lươn và cá nhỏ | LC · Không rõ                           |
| Mèo đốm gỉ       | P. rubiginosus Saint-Hilaire, 1834 3 phân loài - P. r. koladivius - P. r. phillipsi - P. r. rubiginosus | Ấn Độ, Sri Lanka và Nepal                                     | Kích thước: dài 35–48 cm (14–19 in), cộng đuôi 20–25 cm (8–10 in) Môi trường sống: Hoang mạc, xavan, đồng cỏ, cây bụi và rừng Thức ăn: Loài gặm nhấm                                                        | NT · Không rõ                           |
| Mèo báo Java     | P. javanensis Desmarest, 1816 2 phân loài - P. j. javanensis - P. j. sumatranus                         | Quần đảo Sunda của Java, Bali, Borneo, Sumatra và Philippines | Kích thước: dài 45–65 cm (18–26 in), cộng đuôi 20–30 cm (8–12 in) Môi trường sống: Rừng Thức ăn: Loài gặm nhấm, cũng như lưỡng cư, thằn lằn và chim                                                         | NE · Không rõ                           |

#### Dòng mèo nhà
| Tên thông thường  | Tên khoa học và phân loài                                                                                            | Phân bố                                                 | Kích thước và môi trường sống | Tình trạng bảo tồn và số lượng ước tính |
| ----------------- | --- | ------------------------------------------------------- | --- | --------------------------------------- |
| Mèo rừng châu Phi | F. lybica Forster, 1780 3 phân loài - F. l. cafra (Mèo rừng Nam Phi) - F. l. lybica - F. l. ornata (Mèo rừng châu Á) | Châu Phi, Tây và Trung Á, bắc Á và tây Trung Hoa        | Kích thước: dài 45–80 cm (18–31 in), cộng đuôi 30 cm (12 in) Môi trường sống: Rừng, hoang mạc, cây bụi, xavan và đồng cỏ Thức ăn: Loài gặm nhấm và thỏ, ngoài ra cũng ăn cả chim và thú nhỏ khác.                                                                     | LC · Không rõ                           |
| Mèo chân đen      | F. nigripes Burchell, 1824                                                                                           | Miền nam châu Phi                                       | Kích thước: dài 37–52 cm (15–20 in), cộng đuôi 14–20 cm (6–8 in) Môi trường sống: Xavan, đồng cỏ và hoang mạc Thức ăn: Thú và chim nhỏ | VU · 9.700                              |
| Mèo núi Trung Hoa | F. bieti Milne-Edwards, 1892                                                                                         | Tây bắc Trung Hoa                                       | Kích thước: dài 60–85 cm (24–33 in), cộng đuôi 29–35 cm (11–14 in) Môi trường sống: Đồng cỏ và rừng Thức ăn: Không rõ | VU · 10.000                             |
| Mèo nhà           | F. catus Linnaeus, 1758                                                                                              | Toàn cầu                                                | Kích thước: dài 46 cm (18 in), cộng đuôi 30 cm (12 in) Môi trường sống: Mèo đã thuần hóa nhưng sống hoang có pham vi phân bố toàn cầu trong rừng, đồng cỏ, đài nguyên, ven biển, đồng ruộng, bụi rậm, đô thị và đất ngập nước Thức ăn: Chim và thú nhỏ trong tự nhiên | NE · Hơn 500 triệu                      |
| Mèo rừng châu Âu  | F. silvestris Schreber, 1777 2 phân loài - F. s. silvestris - F. s. caucasica (Mèo rừng Kavkaz)                      | Tây Ban Nha, Scotland, bán đảo Balkan và Trung Âu       | Kích thước: dài 45–80 cm (18–31 in), cộng đuôi 30 cm (12 in) Môi trường sống: Cây bụi và rừng Thức ăn: Loài gặm nhấm và thỏ, ngoài ra cũng ăn cả chim nhỏ khác. | LC · Không rõ                           |
| Mèo ri            | F. chaus Schreber, 1777 3 phân loài - F. c. affinis - F. c. chaus - F. c. fulvidina                                  | Ấn Độ, các vùng thuộc Trung Đông và Đông Nam Á          | Kích thước: dài 58–76 cm (23–30 in), cộng đuôi 21–27 cm (8–11 in) Môi trường sống: Rừng, đất ngập nước nội địa, hoang mạc, đồng cỏ, cây bụi và xavan Thức ăn: Thú và loài gặm nhấm nhỏ, cũng như cả chim.                                                             | LC · Không rõ                           |
| Mèo cát           | F. margarita Loche, 1858 2 phân loài - F. m. margarita - F. m. thinobia                                              | Rải rác tại Tây Phi, Ả Rập Xê Út và gần biển biển Caspi | Kích thước: dài 39–52 cm (15–20 in), cộng đuôi 22–31 cm (9–12 in) Môi trường sống: Hoang mạc Thức ăn: Thú cũng như chim và thằn lằn nhỏ. | LC · Không rõ                           |

### Phân họ Báo

#### Dòng Panthera
| Tên thông thường | Tên khoa học và phân loài                                                                               | Phân bố                           | Kích thước và môi trường sống | Tình trạng bảo tồn và số lượng ước tính |
| ---------------- | --- | --------------------------------- | --- | --------------------------------------- |
| Báo gấm          | N. nebulosa Griffith, 1821                                                                              | Các cụm ở Trung Hoa và Đông Nam Á | Kích thước: dài 69–108 cm (27–43 in), cộng đuôi 61–91 cm (24–36 in) Môi trường sống: Rừng và cây bụi Thức ăn: Thú cỡ vừa và nhỏ dưới đất trên cây, cũng như cả chim | VU · 3.700-5.600                        |
| Báo gấm Sunda    | N. diardi Cuvier, 1823 2 phân loài - N. d. borneensis (Báo gấm Borneo) - N. d. diardi (Báo gấm Sumatra) | Các vùng Sumatra và Borneo        | Kích thước: dài 69–108 cm (27–43 in), cộng đuôi 61–91 cm (24–36 in) Môi trường sống: Rừng Thức ăn: Thú cỡ vừa và nhỏ                                                | VU · 4.500                              |

| Tên thông thường | Tên khoa học và phân loài | Phân bố                                                         | Kích thước và môi trường sống | Tình trạng bảo tồn và số lượng ước tính |
| ---------------- | --- | --------------------------------------------------------------- | --- | --------------------------------------- |
| Báo đốm          | P. onca Linnaeus, 1758 | Những vùng rộng lớn tại Nam Mỹ và Mỹ Latinh, Arizona tại Hoa Kỳ | Kích thước: dài 110–170 cm (43–67 in), cộng đuôi 44–80 cm (17–31 in) Môi trường sống: Rừng, cây bụi, đất ngập nước nội địa, xavan và đồng cỏ Thức ăn: Nhiều loại thú, bò sát và chim, đặc biệt là thú móng guốc                                      | NT · Không rõ                           |
| Báo hoa mai      | P. pardus Linnaeus, 1758 8 phân loài - P. p. delacouri (Báo hoa mai Đông Dương) - P. p. fusca (Báo hoa mai Ấn Độ) - P. p. kotiya (Báo hoa mai Sri Lanka) - P. p. melas (Báo hoa mai Java) - P. p. nimr (Báo hoa mai Ả Rập) - P. p. orientalis (Báo Amur) - P. p. pardus (Báo hoa mai châu Phi) - P. p. tulliana (Báo hoa mai Ba Tư) | Những vùng rộng lớn tại Nam Mỹ và Mỹ Latinh, Arizona tại Hoa Kỳ | Kích thước: dài 110–170 cm (43–67 in), cộng đuôi 44–80 cm (17–31 in) Môi trường sống: Rừng, cây bụi, đất ngập nước nội địa, xavan và đồng cỏ Thức ăn: Nhiều loại thú, bò sát và chim, đặc biệt là thú móng guốc                                      | VU · 3.700-5.600                        |
| Sư tử            | P. leo Linnaeus, 1758 2 phân loài - P. l. leo - P. l. melanochaita | Châu Phi cận Sahara và Ấn Độ                                    | Kích thước: dài 137–250 cm (54–98 in), cộng đuôi 60–100 cm (24–39 in) Môi trường sống: Rừng, đồng cỏ, cây bụi, xavan và hoang mạc Thức ăn: Động vật móng guốc như linh dương, ngựa vằn, linh dương đầu bò, cũng như các loài thú cỡ nhỏ đến lớn khác | VU · 23.000–39.000                      |
| Báo tuyết        | P. uncia Schreber, 1775 | Dãy Hymalaya chạy đến bắc Mông Cổ                               | Kích thước: dài 90–120 cm (35–47 in), cộng đuôi 80–100 cm (31–39 in) Môi trường sống: Cây bụi, đất đá, rừng và đồng cỏ Thức ăn: Các loài dê cừu cũng như chim và thú nhỏ                                                                             | VU · 2.700–3.400                        |
| Hổ               | P. tigris Linnaeus, 1758 2 phân loài - P. t. sondaica (Hổ Sunda) - P. t. tigris (Hổ châu Á đại lục) | Rải rác tại Đông Nam Á, tiểu lục địa Ấn Độ và Siberia           | Kích thước: dài 150–230 cm (59–91 in), cộng đuôi 90–110 cm (35–43 in) Môi trường sống: Cây bụi, rừng và đồng cỏ Thức ăn: Hươu và lợn rừng, cũng như nhiều loài thú khác                                                                              | EN · 2.600–3.900                        |